# 重松修
重松 修（しげまつ おさむ、1946年- ）は、元バップ顧問。バップ専務取締役や、日本テレビチーフプロデューサーを務めた。

## 人物
1970年に日本テレビ入社。「知ってるつもり?!」など主にドラマ番組や情報番組を担当。1995年編成部長、企画、映画部長兼任。視聴率TOPとした。その後CS日本出向、バップ取締役などを歴任し、2013年6月にバップ顧問を退任。

## 略歴
- 1946年生
- 1970年3月 日本テレビ放送網株式会社 入社
- 1993年4月 日本テレビ放送網株式会社 制作局チーフプロデューサー
- 1995年4月 日本テレビ放送網株式会社 編成局編成部長
- 1998年6月 日本テレビ放送網株式会社 編成局次長兼ドラマ担当チーフプロデューサー
- 1999年6月 日本テレビ放送網株式会社 メディア戦略局次長
- 2000年6月 日本テレビ放送網株式会社 メディア戦略局次長兼CS準備室次長[1]
- 2001年3月 CS日本設立と同時に出向し、常務取締役
- 2002年6月 日本テレビ放送網株式会社 編成局ED
- 2003年7月 バップ専務取締役執行役員・制作宣伝本部長
- 2005年4月 バップ専務取締役執行役員・営業担当（担当替え）
- 2009年6月 バップ専務取締役執行役員・社長補佐・制作戦略本部長補佐兼オーディオ戦略センター長兼総合計画室長・総合マーケティング部担当兼日テレ室担当兼コンプライアンス担当
- 2011年4月 バップ専務取締役執行役員・社長補佐・編成制作本部長補佐兼オーディオ制作センター長兼経営戦略室長・日テレ室担当兼 コンプライアンス担当[2]
- 2012年4月 バップ専務取締役執行役員・社長補佐・編成制作本部長補佐兼音楽制作センター長兼経営戦略室長・日テレ室担当兼コンプライアンス担当
- 2012年6月 バップ顧問

## 担当していた番組
- カリキュラマシーン
- 紅白歌のベストテン
- 歌のワイド90分
- スーパースペシャル
- 火曜サスペンス劇場
- 知ってるつもり?!
- 連続ドラマ

など